# Cláudio La Colombière
Cláudio de la Colombière (Saint-Symphorien, 2 de fevereiro de 1641 - Paray-le-Monial, 15 de fevereiro de 1682) foi um sacerdote jesuíta, confessor de Santa Margarida Maria Alacoque. Junto a ela foi propagador da devoção ao Sagrado Coração de Jesus. Foi também capelão de Maria de Módena, duquesa de York, cunhada do rei Carlos II de Inglaterra. Acusado de participar do complô papista contra o Rei da Inglaterra, foi preso e banido daquele país em dezembro de 1678. Retornou à França, onde morreu em 1682. Foi beatificado por Pio XI em 1929 e foi canonizado por João Paulo II em 1992.  